# Capoterra
Capoterra (Cabuderra en langue sarde) est une commune italienne d'environ 23 600 habitants située dans la ville métropolitaine de Cagliari, dans la région Sardaigne.

## Administration
| Période                                  | Période | Identité | Étiquette | Qualité |
| ---------------------------------------- | ------- | -------- | --------- | ------- |
|                                          |         |          |           |         |
| Les données manquantes sont à compléter. |         |          |           |         |

### Hameaux
Poggio dei Pini, La Maddalena, Frutti D'oro, Torre degli Ulivi, Su Spantu, Rio S.Girolamo, Rio Santa Lucia

## Galerie de photos

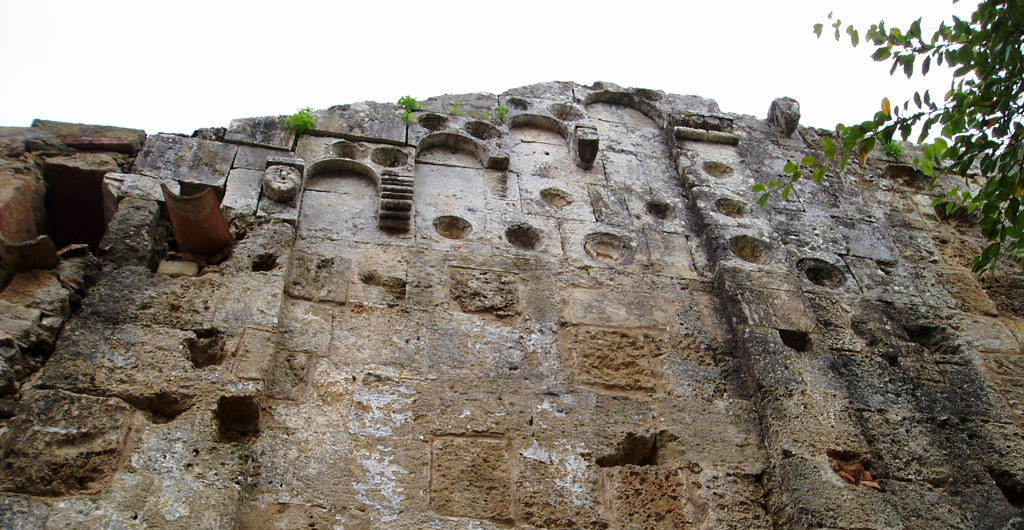
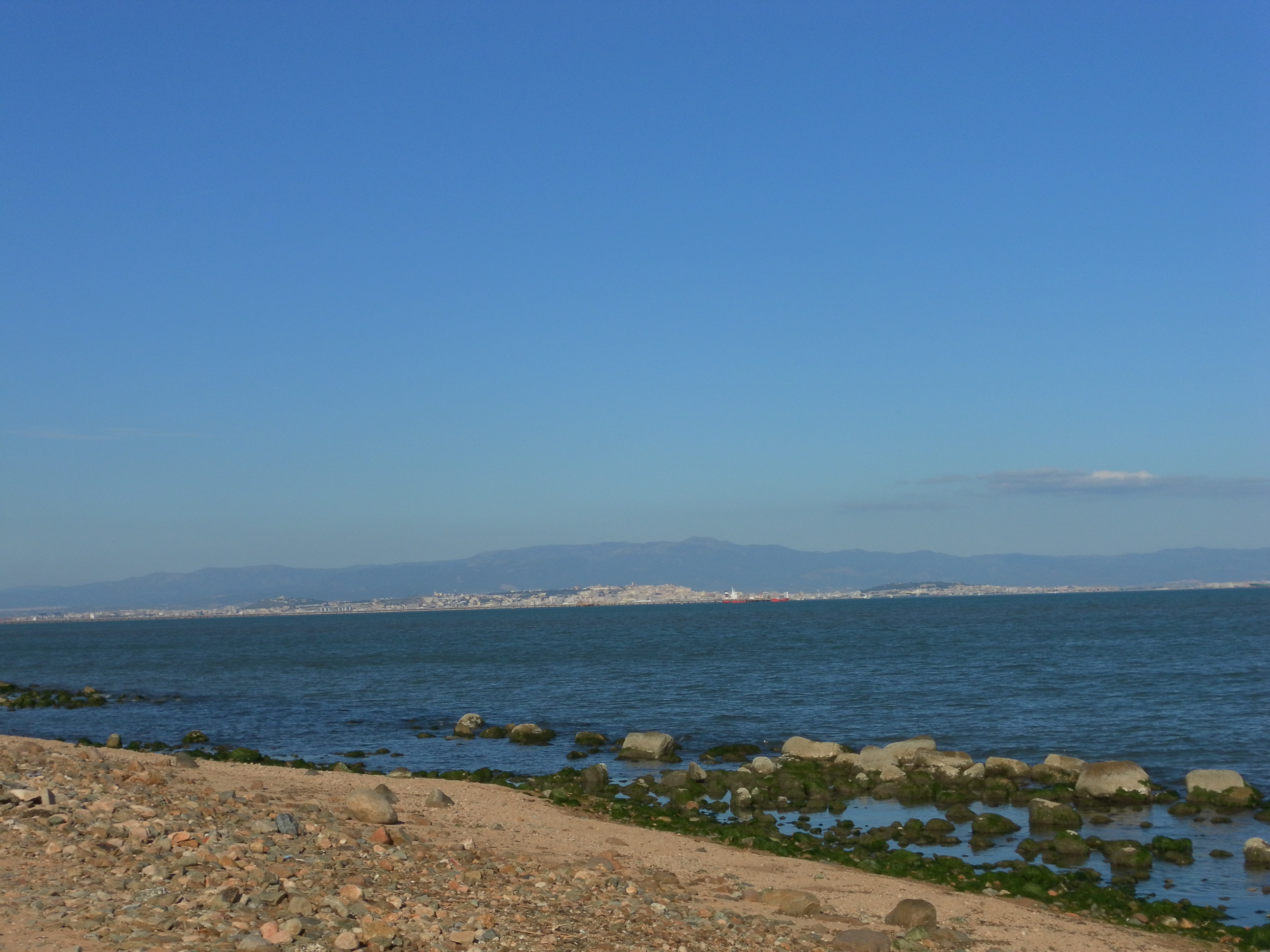
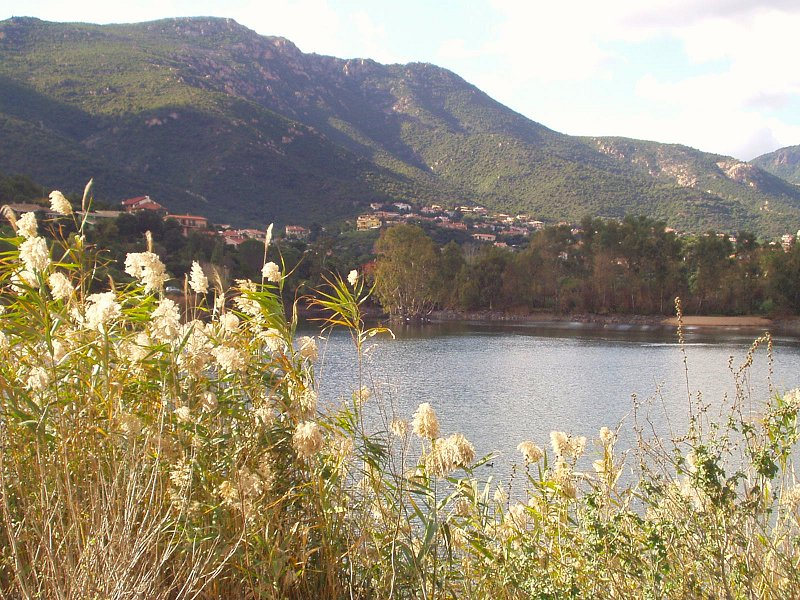
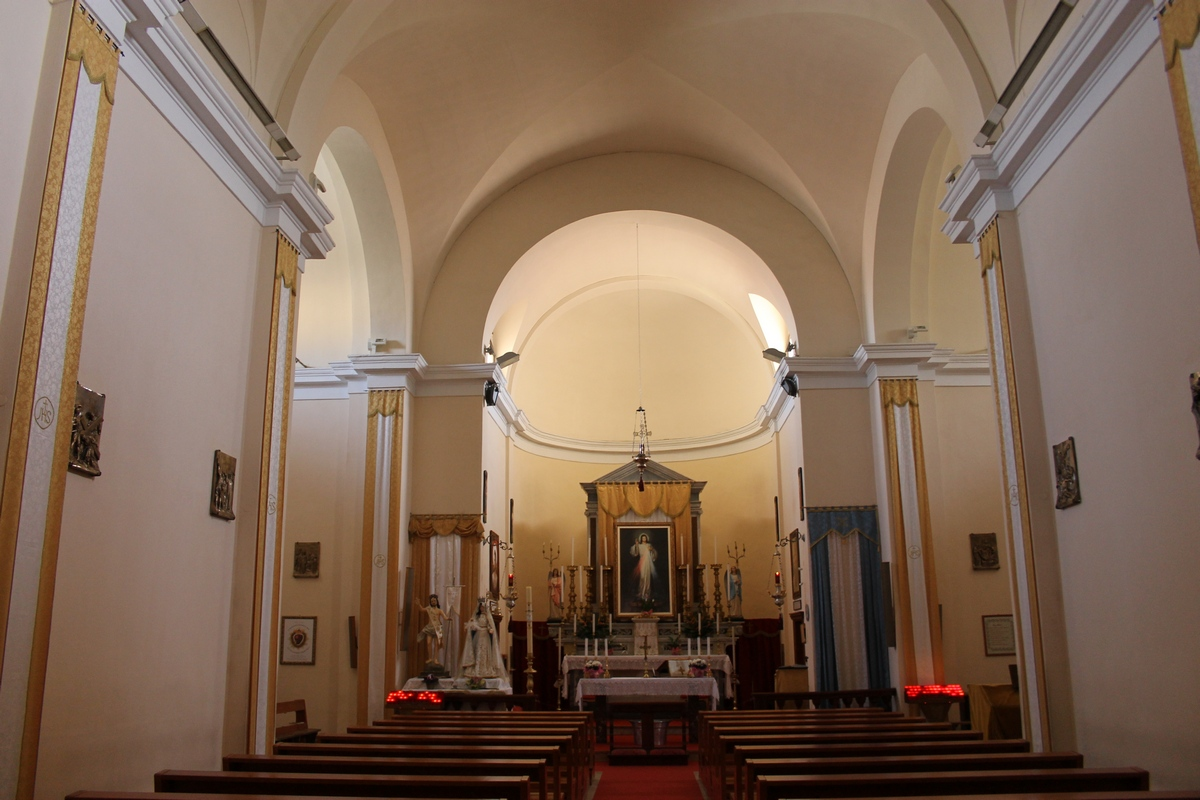
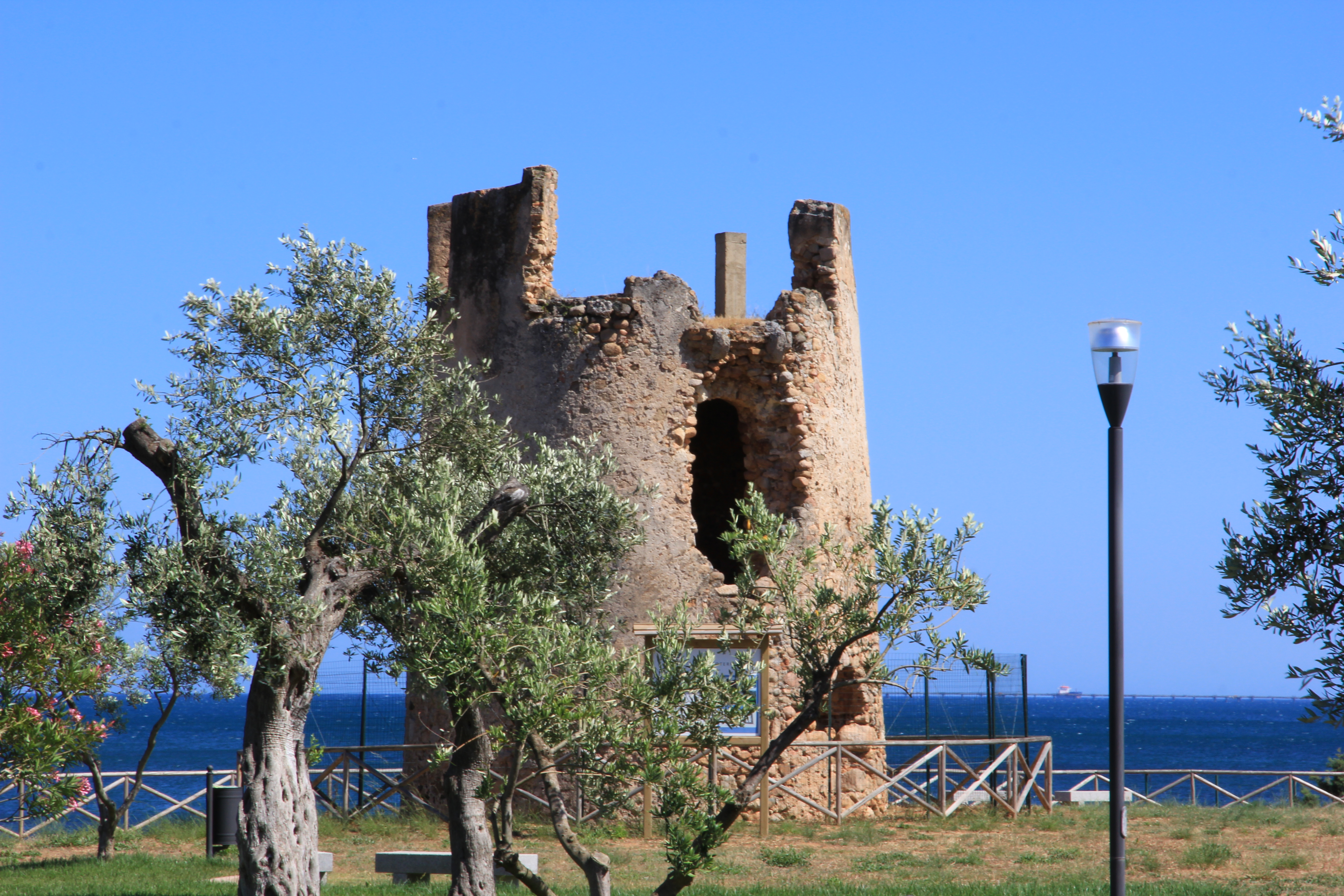

### Communes limitrophes
Assemini, Cagliari, Sarroch, Uta

### Évolution démographique
Habitants recensés

## Patrimoine
- Villa Goüin
- Torre di Su Loi